# InterNetNews
Pour les articles homonymes, voir INN.
InterNetNews (INN) est un logiciel serveur de news Usenet publié par Rich Salz en 1991 et présenté lors de la conférence USENIX de l'été 1992 à San Antonio, Texas. C'est le premier logiciel à avoir intégré le protocole NNTP. Il est maintenant développé par l'Internet Systems Consortium.
Alors que les serveurs existant traitaient les articles individuellement ou par lot, innd est un processus démon qui reçoit les articles par le réseau, les inscrit sous forme de fichier et enregistre quels hôtes doivent les recevoir. Les lecteurs peuvent accéder aux articles directement depuis le disque de la même manière que B News et C News. Le logiciel propose aussi le programme nnrpd qui permet de servir les lecteurs de news qui emploient NNTP.
Une amélioration a, plus tard, été apportée en utilisant un système de fichier cyclique (CNFS, Cyclical News Filesystem). Implémenté par Scott Fritchie, le système stocke les articles séquentiellement dans d'importants buffers sur le disque. Ainsi, les performances sont améliorées puisque le système d'exploitation n'a plus à se préoccuper de la gestion de centaines de milliers de petits fichiers.
Plus tard, le programme innfeed écrit par James BRister a été ajouté. Comme innd, innfeed envoie les articles à d'autres serveurs tandis que innxmit les traite par lots. Cette association permet aux articles d'être reçus et redistribués avec une latence quasi nulle. Ce système a changé la nature des interactions au sein d'Usenet puisque les messages sont disséminés en quelques minutes au lieu de plusieurs heures, voire plusieurs jours. Un programme similaire existait auparavant, nntplink, mais été écrit indépendamment de l'ensemble INN.
INN est toujours activement développé et maintenu par des volontaires.